# Sphaericus bicolor
Sphaericus bicolor là một loài bọ cánh cứng trong họ Ptinidae. Loài này được Bellés miêu tả khoa học năm 1982.